# Lissophanes ceramica
Lissophanes ceramica is een vlinder uit de familie van de grasmotten (Crambidae). De wetenschappelijke naam van de soort is voor het eerst in 1891 gepubliceerd door William Warren.
De soort komt voor in Peru.